# Gavin Bocquet
Gavin Bocquet (Londra, 23 luglio 1953) è uno scenografo britannico.
Ha lavorato a molti progetti ad alto budget, tra i quali ricordiamo prequel della saga fantascientifica di Guerre stellari del regista George Lucas e la serie televisiva Le avventure del giovane Indiana Jones.

## Filmografia
- Guerre stellari - Il ritorno dello Jedi (1983)
- L'impero del sole (1987)
- Delitti e segreti (1991)
- Le avventure del giovane Indiana Jones (TV) (1992-1993)
- Benvenuti a Radioland (1994)
- Star Wars - Episodio I - La minaccia fantasma (1999)
- Le avventure di Rocky e Bullwinkle (2000)
- Star Wars - Episodio II - L'attacco dei cloni (2002)
- XXX 2: The next level (2005)
- Star Wars - Episodio III - La vendetta dei Sith (2005)
- Stardust (2007)
- La rapina perfetta (2008)
- I fantastici viaggi di Gulliver (2010)
- Il cacciatore di giganti (Jack the Giant Slayer), regia di Bryan Singer (2013)
- Warcraft - L'inizio (Warcraft), regia di Duncan Jones (2016)
- Miss Peregrine - La casa dei ragazzi speciali (Miss Peregrine's Home for Peculiar Children), regia di Tim Burton (2016)
- Mute, regia di Duncan Jones (2018)